# Gunpowder
Gunpowder (dobesedno smodnik) je reka, ki teče po ozemlju ameriških zveznih držav Maryland in Pensilvanija. Sama reka izvirna na stičišču dveh večjih slapov: Big Gunpowder Falls in Little Gunpowder Falls. 
Oba slapova in reka tvorijo Državni park Gunpowder River.